# 美衣暁
美衣 暁（みい あきら、1963年4月26日 -）は、日本の男性漫画家。三重県津市出身。三重高田高校出身。主に成人向けのストーリー漫画など執筆していた。

## 概要
高校入学後、美術部に入部した後に漫画同好会を設立し初代会長となったとのこと。高校卒業後、上京し東京デザイナー学院に入学したが中退した。その後アシスタントやデザイナーなどの仕事を経て、一般向けの雑誌では佐江明名義にて秋田書店のヤングチャンピオンなどで執筆していた。成人向けでは美衣暁名義にてメディアックスやフランス書院、久保書店などの各成人向け雑誌にて2000年頃まで作品を発表していた。その後しばらくは同人活動を行っていたが、現在は本人HPのプロフィールや日記などによると三重県の実家に戻り療養中で、漫画の執筆活動は行っていないとの事。
代表作である『LUNATIC NIGHT』は1996年～1997年頃ビデオアニメ化（計3作）された。

## 主な作品

### 一般向け作品リスト
- 封印都市（秋田書店）※佐江明名義 ISBN 9784253144131（1989年8月）
- 夢幻境館（ホビージャパン）全2巻

1. ISBN 9784894250864（1995年10月）
2. ISBN 9784894251441（1996年12月）

### 成人向け作品リスト
- NO STEP（久保書店）全1巻 ISBN 9784765902472（1989年3月）
- ナイトメア（白夜書房）全1巻 ※新装版として茜新社よりタイトル『NIGHTMARE』にて発行

1. ISBN 9784893671493（1989年8月） 新装版 ISBN 9784871821162（1994年9月）

- 言霊（日本出版社）全1巻 ※同名にて新装版が茜新社より発行

1. ISBN 9784890482627（1990年7月） 新装版 ISBN 9784871822411（1996年12月）

- ハイスクールランダー（久保書店）全1巻 ISBN 9784765902939（1991年1月）
- 黒翼の天使（富士美出版）全1巻 ※新装版としてフランス書院よりタイトル『ゆうわく光線ドキッ!』にて発行

1. （1991年4月） 新装版 ISBN 9784829672341（1992年8月）

- 木霊戦士伝（久保書店）全1巻 ISBN 9784765903370 （1992年7月）
- LUNATIC NIGHT（メディアックス）全3巻

1. ISBN 9784896132021（1992年11月）
2. ISBN 9784896132137（1993年6月）
3. ISBN 9784896132281（1994年3月）

- リリス（日本出版社）全1巻 ※同名にて新装版が茜新社より発行

1. ISBN 9784890482894（1993年2月） 新装版 ISBN 9784871822695（1997年6月）

- ANECDOTE（メディアックス）全1巻 ISBN 9784896132465 （1995年1月）
- プリアプスの檻（オークラ出版）全1巻 ISBN 9784756720368（2000年1月）
- 閉ざされた扉（蒼竜社）全1巻 ISBN 9784883861347（2000年6月）

### 小説挿絵担当作品など
- 俺はオンナだ!?（フランス書院）原作：山際遥
- その夢はミステリー（フランス書院）原作：紅くりす